# Trouble Is
Trouble Is è il secondo EP in studio del gruppo hardcore punk Dag Nasty pubblicato nel 1988 dalla Giant Records.

## Tracce
1. Trouble Is
2. Never Green Lane
3. 12XU

## Formazione
- Peter Cortner - voce
- Brian Baker - chitarra, voce secondaria
- Doug Carrion - basso, voce secondaria
- Scott Garrett - batteria, voce secondaria